# 哈尔滨佛学院
哈尔滨佛学院，前身為极乐寺佛学院，是中國黑龍江省哈爾濱市的一所佛学院，學生必須為佛教出家人。

## 歷史
1924年，哈尔滨极乐寺开山祖师释倓虚在寺內創辦极乐寺佛学院，作為佛教天台宗的弘法支院。佛学院在1940年代停辦（一說1943年，一說1945年），至1990年复办。极乐寺佛学院在2015年8月正式獲國家宗教事務局批准易名為哈爾濱佛學院，揭牌仪式在同年10月30日舉行於极乐寺內，中國共產黨黑龍江省委員會统战部、黑龙江省民族事务委员会、黑龙江省宗教事务局等部门的官員均出席仪式。2016年，佛学院设立女众部。

## 招生
哈尔滨佛学院更名前曾在1924年和1939年两度招生，更名後再度向外招生。
根據2015年的招生規定，哈尔滨佛学院學生必須為佛教出家人（包括沙弥尼、比丘尼、式叉摩尼 ），年龄介乎18岁至40岁，文化程度不限，須热爱中華人民共和國、渴望学习佛法，不可有精神病史、残疾、心理疾病、犯罪前科、道德劣迹、婚姻关系、恋爱关系。學生入讀前要參與招生考试，考核內容有佛学、哲学和语文三科：佛学包括佛法概要、佛学入门手册、朝暮课诵，哲学包括简明哲学知识，语文包括作文一篇、以及語譯《古文观止》中的一篇古文。

## 教學安排
根據官方說法，哈尔滨佛学院旨在培养「政治上靠得住、学识上有造诣、品德上能服众、关键时起作用」的僧人，培养學生具備社會主義核心價值觀，以學修一體化為原則。学生每星期上六天课，每個上課天有六节课时（每节長45分钟，合共為4.5小時）；佛学院学制两年，学生毕业可獲發中级佛学院毕业文凭（受國家宗教事務局承認），而期末考试三科或以上不及格的學生會被责令退学。
哈尔滨佛学院在創立之初以天台宗四教仪為教学内容，以大乘佛教佛经《楞严经》、《般若经》、《法华经》、《金刚金波罗密》为指南。現在，哈尔滨佛学院設有以下科目，但部分只在傳媒報導中被提及、在佛学院官方網站不存在，部分反之：
- 佛学教理類
  - 基础佛学
  - 律学（佛教戒律）
  - 三论宗、唯识宗、净土宗、禅宗、天台宗理论
  - 贤首宗基本理论
  - 佛教历史
  - 重要佛教典籍
- 社会学科類
  - 古汉语
  - 写作
  - 英语
  - 计算机应用
  - 政法（或稱政治）
  - 历史
  - 地理

## 校園生活
哈尔滨佛学院為學生提供免费食宿和课本，學生及所在寺院自行負責其他開支，每月獲佛学院提供200元人民币的生活补助。學生每天和其他僧人一起過出家生活，禁止吸烟、饮酒、食荤，违规学生可能被责令退学。

## 校園建築
哈尔滨佛学院設於极乐寺教学楼，設有教室（容纳50名學生）、大殿、阅览室、寝室；学院女众部教学楼設於哈尔滨平房區淨土寺內。

## 評價
哈尔滨佛学院自稱為佛教界培養了大量優秀僧才，因而獲佛教界好評；然而，佛学院亦受到一些網上言論的批評和質疑，有網民質疑信仰不需以教育作陪襯，亦有人質疑佛学院的政治內容。

## 大眾文化
哈尔滨佛学院與美國知名學府哈佛大學同樣簡稱為「哈佛」，因此在更名後受到中國大陸網民的關注和调侃，有網民戲稱「國內也可以上哈佛」；哈尔滨佛学院院长释静波就此作出回應，形容兩所学院簡稱相同是「善意的因缘」。